# Michalovice (okres Havlíčkův Brod)
Michalovice (německy Michalowitz) je obec v okrese Havlíčkův Brod v Kraji Vysočina. Žije zde 221 obyvatel. V údolí západně od obce protéká Úsobský potok, který je levostranným přítokem řeky Sázavy.

## Historie
První písemná zmínka o obci pochází z roku 1377. Od 30. dubna 1976 do 23. listopadu 1990 byla obec součástí města Havlíčkův Brod.
| Rok            | 1869 | 1880 | 1890 | 1900 | 1910 | 1921 | 1930 | 1950 | 1961 | 1970 | 1980 | 1991 | 2001 | 2006 | 2014 |
| Počet obyvatel | 183  | 220  | 206  | 215  | 234  | 223  | 199  | 175  | 168  | 158  | 139  | 123  | 129  | 158  | 174  |

## Pamětihodnosti
- Pamětní deska Karlu Kutlvašrovi na rodném domě[6]

## Významní rodáci
- Karel Kutlvašr (1895–1961), čs. legionář, generál